# 5439 Couturier
5439 Couturier è un asteroide della fascia principale del diametro medio di circa 32,11 km. Scoperto nel 1990, presenta un'orbita caratterizzata da un semiasse maggiore pari a 3,9491563 UA e da un'eccentricità di 0,1593534, inclinata di 1,23604° rispetto all'eclittica.